# حكومة ماليزيا
حكومة ماليزيا وتسمى رسميًا الحكومة الاتحادية لماليزيا (بالملايوية: Kerajaan Persekutuan Malaysia)‏، يقع مقرها في إقليم بوتراجاي الفيدرالي باستثناء الفرع التشريعي الموجود في كوالالمبور. ماليزيا اتحاد فيدرالي من 13 ولاية تعمل ضمن ملكية دستورية في ظل نظام وستمنستر البرلماني وتصنف على أنها ديمقراطية تمثيلية. تلتزم الحكومة الفيدرالية الماليزية بالدستور الفيدرالي لماليزيا، وهو القانون الأعلى في البلاد، وقد تم إنشاؤه بموجب هذا الدستور.
تتبنى الحكومة الفيدرالية مبدأ الفصل بين السلطات بموجب المادة 127 من الدستور الاتحادي، ولها ثلاثة فروع: التنفيذية والتشريعية والقضائية. لدى حكومات الولايات في ماليزيا أيضًا هيئاتها التنفيذية والتشريعية. النظام القضائي في ماليزيا هو نظام محاكم اتحادي يعمل بشكل موحد في جميع أنحاء البلاد.

## الحكومة الاتحادية
الحكومة الاتحادية أو المركزية هي السلطة الأساسية في ماليزيا وتقع في بوتراجايا. يرأسها رئيس وزراء ماليزيا المعروف أيضًا باسم رئيس الحكومة.
.

### السلطة التشريعية
يتألف البرلمان المكون من مجلسين من مجلس النواب، أو ديوان راكيات (حرفياً "مجلس الشعب") ومجلس الشيوخ، مجلس الشيوخ أو ديوان نيجارا (حرفياً "مجلس الأمة"). جميع أعضاء مجلس الشيوخ السبعين يجلسون لمدة ثلاث سنوات (بحد أقصى فترتين)؛ يتم انتخاب ستة وعشرين عضو من قبل ثلاثة عشر مجلسًا للولاية، ويتم تعيين أربعة وأربعين عضو من قبل الملك بناءً على مشورة رئيس الوزراء. يتم انتخاب أعضاء ديوان راكيات البالغ عددهم 222 عضوًا من دوائر فردية عن طريق الاقتراع العام للبالغين. يتبع البرلمان نظامًا متعدد الأحزاب ويتم انتخاب الهيئة الحاكمة من خلال نظام الفائز الأول. ولاية البرلمان هي خمس سنوات كحد أقصى بموجب القانون يجوز للملك حل البرلمان في أي وقت ويفعل ذلك عادة بناءً على نصيحة رئيس الوزراء.

### تنفيذي
بينما يظل الملك هو رأس الدولة، فإن السلطة التنفيذية الحقيقية منوطة بمجلس الوزراء بقيادة رئيس الوزراء كرئيس للحكومة؛ ينص الدستور الماليزي على أن رئيس الوزراء يجب أن يكون عضوًا في مجلس النواب بالبرلمان الذي في رأي  (YDPA)، يتمتع بأغلبية في البرلمان. يتم اختيار مجلس الوزراء من بين أعضاء مجلسي البرلمان وهو مسؤول أمام تلك الهيئة. تتكون السلطة التنفيذية للحكومة من رئيس الوزراء كرئيس للحكومة، يليه مختلف الوزراء في مجلس الوزراء.

### القضاء
أعلى محكمة في النظام القضائي هي المحكمة الفيدرالية، تليها محكمة الاستئناف، ومحكمتان عُليتان، واحدة لشبه جزيرة ماليزيا، وواحدة لشرق ماليزيا. تشمل المحاكم الثانوية في كل من هذه الولايات القضائية محاكم الجلسات ومحاكم الصلح ومحاكم الأطفال. يوجد في ماليزيا أيضًا محكمة خاصة للنظر في القضايا المرفوعة من قبل أو ضد جميع حقوق الملكية.

## رئيس الدولة

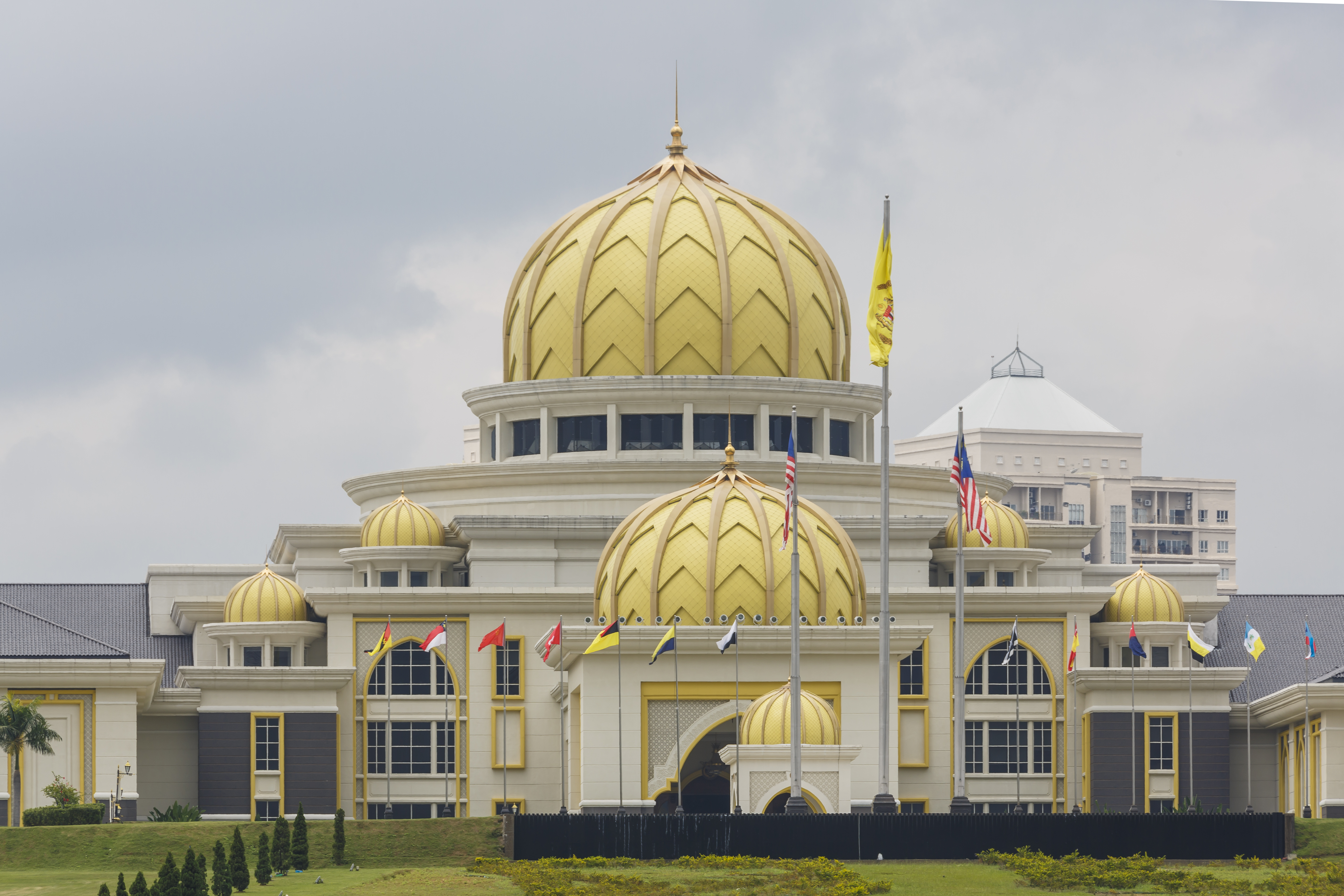
استانا نيجارا هو مقر إقامة ومكتب يانغ دي-برتوان أغونغ.

يانغ دي-برتوان أغونغ، ا المعروف أيضًا باسم الرئيس الأعلى أو الملك، هو الملك الدستوري ورئيس دولة ماليزيا. تأسس المكتب في عام 1957، عندما حصل اتحاد مالايا (ماليزيا الآن) على استقلاله عن المملكة المتحدة. يتم انتخاب يانغ دي بيرتوان أغونغ من قبل مؤتمر الحكام، الذي يتألف من تسعة حكام للولايات الملاوية، مع تناوب المنصب بينهم، مما يجعل ماليزيا واحدة من الملكيات الانتخابية القليلة في العالم. وفقًا للمادة 41 من الدستور، يتولى يانغ دي بيرتوان أغونغ منصب القائد الأعلى للقوات المسلحة الماليزية. على هذا النحو، فهو الضابط الأعلى رتبة في سلسلة القيادة العسكرية.

## رأس الحكومة

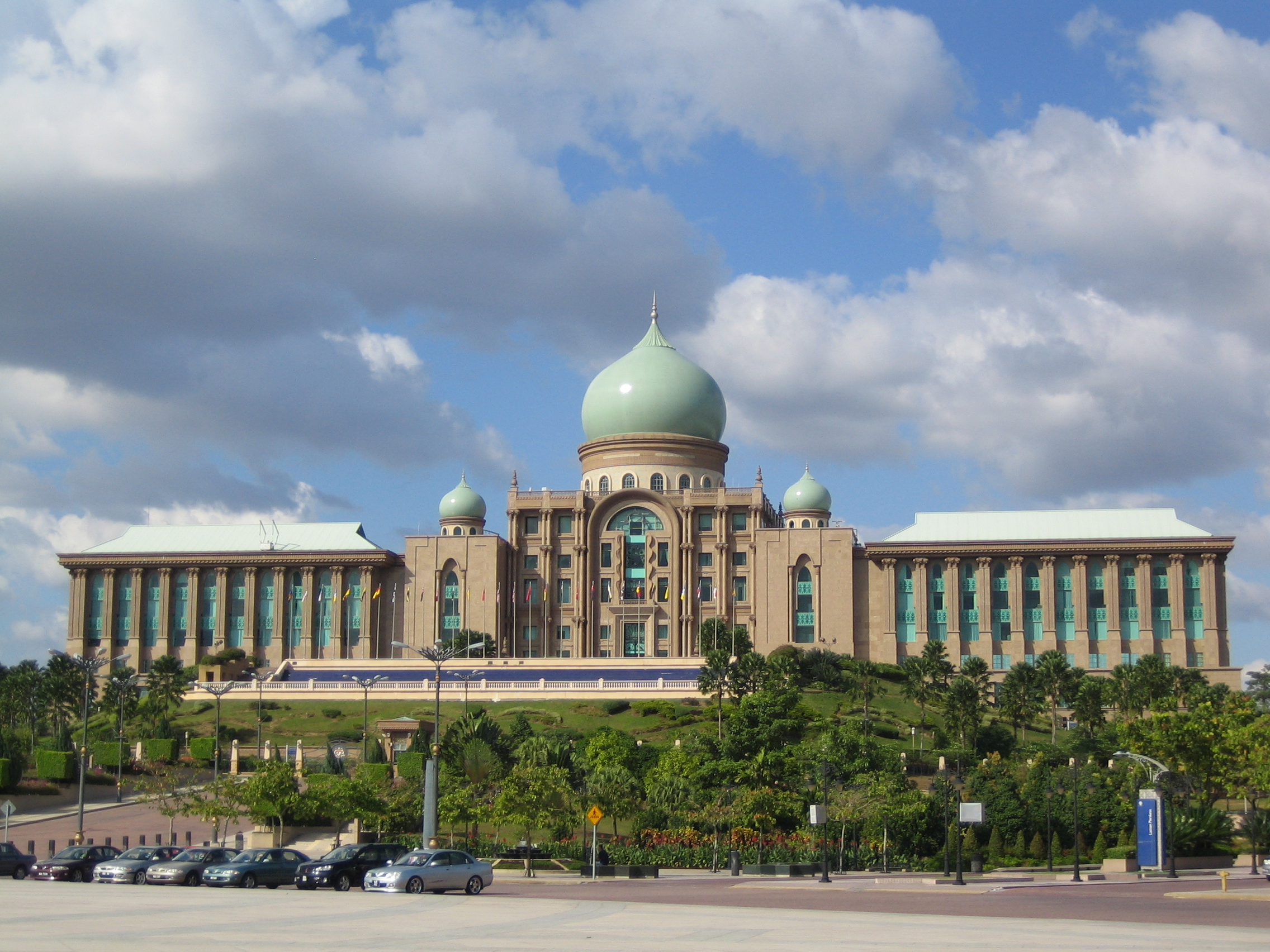
تضم بيردانا بوترا مجمع مكاتب رئيس وزراء ماليزيا.

رئيس وزراء ماليزيا (بالملايو: Perdana Menteri Malaysia) هو الرئيس المنتخب بشكل غير مباشر للحكومة (التنفيذية) في ماليزيا. يتم تعيينه رسميًا من قبل يانغ دي بيرتوان أغونغ، رئيس الدولة، والذي من المرجح حسب حكم جلالة الملك أن يحظى بثقة غالبية أعضاء مجلس النواب (ديوان راكيات) المنتخب في البرلمان. يرأس مجلس الوزراء، الذي يتم تعيين أعضائه من خلال نصيحة يانغ دي بيرتوان أجونج لرئيس الوزراء. رئيس الوزراء وحكومته مسؤولون بشكل جماعي أمام البرلمان. دائرة رئيس الوزراء (يشار إليها أحيانًا باسم مكتب رئيس الوزراء) هي الهيئة والوزارة التي يمارس فيها رئيس الوزراء وظائفها وصلاحياتها.

## حكومات الولايات
يتم إنشاء كل حكومة ولاية في ماليزيا من خلال دساتير الولايات المعنية. كل ولاية لديها مجلس تشريعي واحد للولاية (بالملايو: Dewan Undangan Negeri) يتم انتخاب أع
ضائه من دوائر انتخابية ذات عضو واحد. يقود حكومات الولايات رؤساء الوزراء  (مينتيري بيسار في ولايات الملايو أو كيتوا مينتيري في الولايات التي ليس بها حكام وراثيون)، وهم أعضاء في مجلس الولاية من حزب الأغلبية في ديوان أوندانغان نيغيري. ينصحون سلاطينهم أو حكامهم. في كل ولاية من الولايات التي لديها حاكم وراث ، يجب أن يكون المينتيري بيسار من الملاي ، يعينه السلطان بناءً على توصية من رئيس الوزراء. وفي الوقت نفس ، بالنسبة للولايات التي ليس لها حاكم وراث،ي يجب أن تكون كيتوا مينتيري من قبيلة الدايا ، ويعينا الحكام.

## الحكومات المحلية
الحكومة المحلية أو السلطة المحلية (بالملايو: kerajaan tempatan أو pihak berkuasa tempatan (PBT)) هي أدنى مستوى في نظام الحكم في ماليزيا - بعد الاتحادية والولاية. تتمتع بسلطة تحصيل الضرائب، وإنشاء قوانين وقواعد (في شكل نظام قانوني داخلي) ومنح التراخيص والتصاريح لأي تجارة في منطقة اختصاصها، بالإضافة إلى توفير أساسيات وسائل الراحة، وجمع وإدارة النفايات والقمامة وكذلك تخطيط وتطوير المنطقة الواقعة تحت ولايتها. تخضع السلطات المحلية في ماليزيا عمومًا للاختصاص الحصري لحكومات الولايات ويرأسها موظف مدني يحمل لقب يانغ دي بيرتوا (الرئيس). عادة ما تكون مناطق الحكومة المحلية والحدود متسقة مع حدود المنطقة ولكن هناك بعض الأماكن حيث لا تكون الحدود متسقة وقد تتداخل مع المناطق المجاورة خاصة في المناطق الحضرية.
على عكس الحكومة الفيدرالية وحكومات الولايات، لا يتم انتخاب الحكومات المحلية في ماليزيا ولكن يتم تعيينها من قبل حكومة الولاية وذلك بعد تعليق انتخابات المجالس المحلية من قبل الحكومة الفيدرالية في عام 1965.

## الجيش والشرطة والهيئات الحكومية الأخرى
القوات المسلحة الماليزية هي الهيئة العسكرية لماليزيا والشرطة الملكية الماليزية هي المسؤولة عن إنفاذ القانون.

## نظام قانوني
يعتمد قانون ماليزيا بشكل أساسي على النظام القانوني للقانون العام. كان هذا نتيجة مباشرة لاستعمار بريطانيا لمالايا وساراواك وشمال بورنيو بين أوائل القرن التاسع عشر حتى الستينيات. يحدد القانون الأعلى للأرض - دستور ماليزيا - الإطار القانوني وحقوق المواطنين الماليزيين. تسري القوانين الفيدرالية التي يسنها البرلمان الماليزي في جميع أنحاء البلاد. هناك أيضًا قوانين الولاية التي تسنها المجالس التشريعية للولاية والتي تنطبق في ولاية معينة. ينص دستور ماليزيا أيضًا على نظام عدالة مزدوج فريد - القوانين العلمانية (الجنائية والمدنية) وقوانين الشريعة الإسلامية.
تحدد المواد من 73 إلى 79 من الدستور الاتحادي الموضوع الذي يمكن للحكومة الاتحادية وحكومة الولاية التشريع فيه. يتمتع البرلمان بالسلطة الحصرية لوضع قوانين بشأن المسائل التي تندرج تحت القائمة الفيدرالية (مثل المواطنة والدفاع والأمن الداخلي والقانون المدني والجنائي والتمويل والتجارة والصناعة والتعليم والعمل والسياحة) في حين أن كل ولاية، من خلال جمعيتها التشريعية، لديها سلطة تشريعية على المسائل التي تندرج تحت قائمة الولاية (مثل الأرض والحكومة المحلية وقانون الشريعة الإسلامية والمحاكم الشرعية وأعياد الولاية والأشغال العامة للدولة). يتقاسم البرلمان والمجالس التشريعية للولايات سلطة سن القوانين بشأن المسائل المدرجة في القائمة المتزامنة (مثل إمدادات المياه والإسكان) لكن المادة 75 تنص على أنه في حالة حدوث تعارض، فإن القانون الاتحادي يسود على قانون الولاية.

## انتخابات
تجري الانتخابات في ماليزيا على مستويين: المستوى الوطني ومستوى الولاية. الانتخابات على المستوى الوطني هي تلك الخاصة بالعضوية في ديوان ركيات، مجلس النواب في البرلمان، في حين أن الانتخابات على مستوى الولاية مخصصة للعضوية في مختلف المجالس التشريعية للولاية. يتم انتخاب رئيس السلطة التنفيذية، رئيس الوزراء، بشكل غير مباشر.

## روابط خارجية
- بوابة حكومة ماليزيا